# Apocynum
- Commons
- Wikispecies

Apocynum L. é um género botânico pertencente à família Apocynaceae. Também conhecida como Cânhamo Indiano.

## Sinonímia
- Trachomitum Woodson
- Poacynum Baill.

## Espécies
Algumas das espécies deste género são:
- Apocynum androsaemifolium
- Apocynum cannabinum (América do Norte)
- Apocynum hendersonii (Norte da Ásia)
- Apocynum pictum (Leste da ásia)
- Apocynum sibiricum (Norte da Ásia)
- Apocynum venetum (Europa de Leste, Ásia)
- Lista completa

## Classificação do gênero
| Sistema | Classificação                    | Referência               |
| ------- | -------------------------------- | ------------------------ |
| Linné   | Classe Pentandria, ordem Digynia | Species plantarum (1753) |

## Usos
A espécie Apocynum cannabinum era usada como fonte de fibras pelos nativos americanos.